# Lida Abdul
Lida Abdullah, dite Lida Abdul, née en 1973 à Kaboul, est une artiste vidéaste afghane.

## Biographie
Née à Kaboul en 1973, ses parents fuient le pays au cours de l'invasion soviétique et s'installent en Allemagne, en Inde puis aux États-Unis. Elle est diplômée de l’Université de Californie à Irvine. Depuis, elle est revenue  à Kaboul, en Afghanistan, et y vit.
Elle a représenté l’Afghanistan à la Biennale de Venise en 2005. Son travail a été présenté également  à la Kunsthalle de Vienne, au Musée d'Art Moderne d'Arnhem (aux Pays-Bas) et, en France, au Centre d'art contemporain de Brétigny-sur-Orge et à la FRAC Lorraine à  Metz, en France. Elle a également exposé  au Mexique, en Espagne, en Allemagne, en Ouzbékistan, au Kirghizistan et en Afghanistan.
En 2006, elle a été choisie comme lauréate du Prince Claus Award. En 2007, elle a partagé le premier prix dans la catégorie des arts visuels du Prix UNESCO pour la promotion des arts.

## Œuvres
Ces vidéos, loin du documentaire, expriment les effets dévastateurs de la guerre, la désolation, le quotidien de son pays, mais aussi ses attentes et ses espoirs. Elle essaie toujours de se projeter vers un avenir meilleur.
Avec un style à la fois réaliste et symbolique, les images sont minimales, elles combinent poésie et  théâtre, et peuvent évoquer des rites, ou des jeux d'enfants.
Ses œuvres opèrent une synthèse entre le formalisme de l'art occidental et la culture afghane, elle-même mélange des influences islamiques, persiques, bouddhistes, hindouistes, et nomadistes.
Description de quelques-unes de ses œuvres :
- Trees, 2004, montre un homme déracinant un arbre. On comprend que cet arbre a servi de potence à des membres de sa famille pendant le régime des talibans. Finalement, les hommes transportent l’arbre sur leurs épaules.
- White House, 2005, l'artiste est filmée en train de repeindre en blanc, couleur des linceuls, des maisons en ruines. Puis un homme est filmé, de dos, dans ces mêmes ruines[5].
- Clapping with Stone, Bamiyan (en tapant avec des pierres, Bamiyan), 2005, évoque les falaises de Bâmiyân et la mutilation et destruction des statues de Bouddhas, précédemment enclavées dans ces falaises, par les talibans. Devant les falaises, des hommes en noir produisent des sons avec des pierres[5].
- Dome, 2005, Un adolescent danse dans des ruines, tête vers le ciel comme un derviche[5].
- Once upon Awakening, 2006 (L'éveil d'autrefois) : la caméra tourne autour d'hommes en noir tirant avec des cordes sur les décombres du palais présidentiel de Kaboul[5].
- White House, 2006 : un paysan peint tranquillement sa maison en blanc. «Les touristes aiment le blanc, c’est bon pour nos affaires», explique-t-il en souriant à son voisin[3].
- Transit, 2008 : images de carcasses d'avions soviétiques. Des enfants tirent avec des cordes sur une de ces carcasses en répétant «Vole, vole, vole»[3].
- Time, Love and the Workings of Anti-Love, 2013, montre un appareil photo rouge et jaune appartenant à un photographe de rue afghan et des centaines de photos d’identité accrochées aux murs. Une voix récite un texte de Lida Abdul[3].